# عبد الله خليفة الذوادي
عبد الله خليفة جمعة عبد الكريم الذوادي سياسي ومستشار وخبير الاتصالات وأمن المعلومات الإلكترونية بحريني. عضو في مجلس النواب من 12 ديسمبر 2018 عن الدائرة الثامنة في محافظة الشمالية.

## مجلس النواب
قرر الترشح لعضوية مجلس النواب عن الدائرة الثامنة في محافظة الشمالية. في الجولة الأولى التي أقيمت في 24 نوفمبر 2018 حصل على 1912 صوت بنسبة 26.35% مما استوجب إقامة جولة ثانية في 1 ديسمبر حيث استطاع التغلب على منافسه عبد الرحمن النجدي بحصوله على 4166 صوت بنسبة 63.90%.